# Anisodes vineotincta
Anisodes vineotincta är en fjärilsart som beskrevs av William Schaus 1912. Anisodes vineotincta ingår i släktet Anisodes och familjen mätare. Inga underarter finns listade i Catalogue of Life.